# Snejnogorsk
Snejnogorsk (en russe : Снежногорск) est une ville fermée de l'oblast de Mourmansk, en Russie. Sa population s'élevait à 12 638 habitants en 2019.

## Géographie
Snejnogorsk est située sur le golfe de Kola (mer de Barents), à 26 km au nord de Mourmansk.

## Histoire
La localité a été fondée en 1970, près de village de Vioujny, et portait le nom de Mourmansk-60 à l'époque soviétique. Le chantier naval Nerpa était engagé dans la réparation de sous-marins et le recyclage du combustible nucléaire.
Elle a pris son nom actuel en 1994, nom formé sur sneg (neige en russe) et gore (mont).

## Population
Recensements (*) ou estimations de la population
| 1970* | 1979* | 1989* | 2002*  | 2010*  | 2012   | 2013   |
| ----- | ----- | ----- | ------ | ------ | ------ | ------ |
| 600   | 8 617 | ?     | 12 737 | 12 683 | 12 527 | 12 493 |

| 2014   | 2015   | 2016   | 2017   | 2018   | 2019   | 2020 |
| ------ | ------ | ------ | ------ | ------ | ------ | ---- |
| 12 514 | 12 627 | 12 650 | 12 696 | 12 642 | 12 638 | -    |